# Lista över Spacex raketuppskjutningar

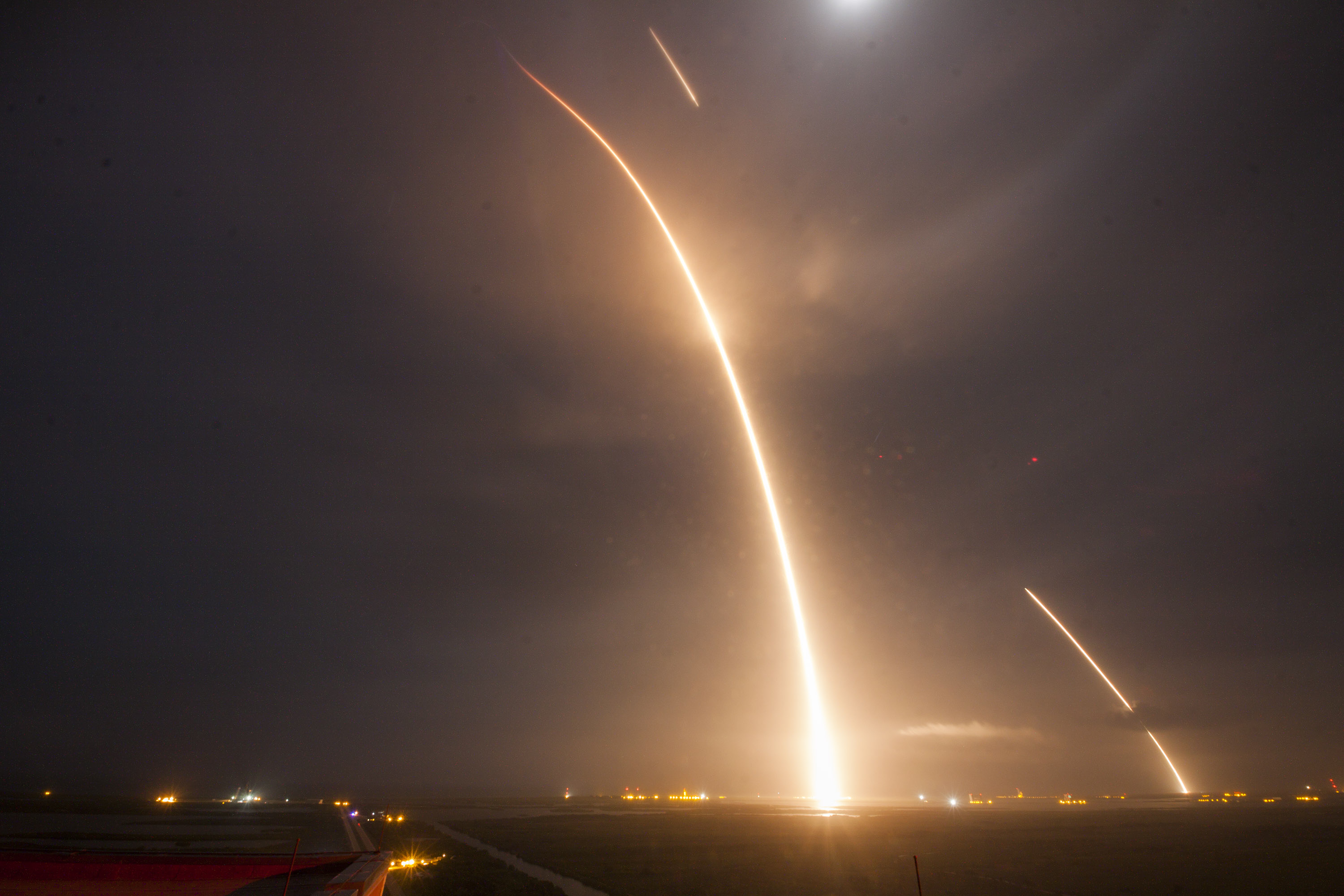
Falcon 9 flight 20, natten för uppskjutningen och landning vid Cape Canaveral den 22 december 2015.

Det här är en lista över Spacex raketuppskjutningar. Spacex är ett amerikanskt företag inom privat rymdfart som grundades år 2002 av entreprenören Elon Musk. Företaget erbjuder transporter till månen, Mars och omloppsbana runt jorden. Företaget erbjuder transporter till omloppsbana runt jorden med en serie raketer Falcon 1, Falcon 9 och Falcon Heavy från följande uppskjutningsplatser. 

## Före 2020
Se lista på alla Spacex raketuppskjutningar (2006–2019).

## 2020
| Flygning № | Datum och tid (UTC) | Rakettyp       | Startplats  | Nyttolast                                    | Nyttolast (massa) | Omloppsbana  | Kund                                   | Resultat | Resultat              |
| Flygning № | Datum och tid (UTC) | Rakettyp       | Startplats  | Nyttolast                                    | Nyttolast (massa) | Omloppsbana  | Kund                                   | Uppdrag  | Landning              |
| ---------- | --- | -------------- | ----------- | -------------------------------------------- | ----------------- | ------------ | -------------------------------------- | -------- | --------------------- |
| 86         | 7 januari 2020, 20:19 | F9/B5♺ B1049.4 | LC40        | Starlink L2 v1.0                             | 15 600 kg         | LEO          | SpaceX                                 | Lyckad   | Pråm Lyckad           |
| 86         | Starlink-satelliter. Som ett test för framtida uppdrag inkluderar en av de 60 satelliterna en beläggning för att göra satelliten mindre reflekterande och därmed mindre benägna att störa markbaserade astronomiska observationer. |                |             |                                              |                   |              |                                        |          |                       |
| 87         | 19 januari 2020, 15:30 | F9/B5♺ B1046.4 | KSC LC39A   | Crew Dragon in-flight abort test             | 12 050 kg         | Kastbanefärd | Spacex                                 | Lyckad   | Inget försök          |
| 87         | En Falcon 9:s förstasteg skjuta upp en Dragon 2-testkapsel på en kastbanefärd genom jordens atmosfär för att utföra ett separations- och abort test vid Max Q. Vilket är den tidpunkt under uppskjutningen som raket och kapsel utsätts för störst aerodynamiska krafter. Testkapseln landa i havet med hjälp av fallskärmar. Testet var planerat att utföras med SpX-DM1-demonstrationskapseln innan den förstördes under ett SuperDraco-motorprov den 20 april 2019. Flygningen gjordes istället med kapseln som ursprungligen gjordes för första besättningenstransporten till ISS. |                |             |                                              |                   |              |                                        |          |                       |
| 88         | 29 januari 2020, 14:06 | F9/B5♺ B1051.3 | LC40        | Starlink L3 v1.0                             | 15 600 kg         | LEO          | Spacex                                 | Lyckad   | Pråm Lyckad           |
| 88         | Den fjärde stora satsen Starlink-satelliter som sjösattes 22,5 dagar efter föregående sats. |                |             |                                              |                   |              |                                        |          |                       |
| 89         | 17 februari 2020, 15:05 | F9/B5♺ B1056.4 | LC40        | Starlink L4 v1.0                             | 15 600 kg         | LEO          | Spacex                                 | Lyckad   | Pråm Misslyckad       |
| 89         | Femte stora satsen Starlink-satelliter. Första steget misslyckades med att landa på drönefartyget. Första steget utförde en kontrollerad havsnedgång och sjönk senare avsiktligt. |                |             |                                              |                   |              |                                        |          |                       |
| 90         | 7 mars 2020, 04:50 | F9/B5♺ B1059.2 | LC40        | SpaceX CRS-20                                | 1 977 kg          | LEO          | NASA Obemannad lastuppdrag             | Lyckad   | Landningsplats Lyckad |
| 90         | Sista uppskjutningar av första CRS-kontraktet. Lasten innehöll Bartolomeo, en ESA-plattform för värd för extern nyttolast på ISS. Det var Spacexs 50:e lyckade landning av en första steg, Dragon's tredje flygning och den sista uppskjutningar av någon Dragon 1. |                |             |                                              |                   |              |                                        |          |                       |
| 90         | 18 mars 2020, 12:21 | F9/B5♺ B1048.5 | LC40        | Starlink L5 v1.0                             | 15 600 kg         | LEO          | Spacex                                 | Lyckad   | Pråm Misslyckad       |
| 90         | Sjätte stora satsen Starlink-satelliter. Första steget misslyckades med att landa på drönefartyget. Första steget utförde en kontrollerad havsnedgång och sjönk senare avsiktligt. |                |             |                                              |                   |              |                                        |          |                       |
| 91         | 22 april 2020, 19:40 | F9/B5♺ B1051.4 | LC40        | Starlink L6 v1.0                             | 15 600 kg         | LEO          | Spacex                                 | Lyckad   | Pråm Lyckad           |
| 91         | |                |             |                                              |                   |              |                                        |          |                       |
| 92         | 30 maj 2020, 19:22 | F9/B5 B1058.1  | KSC LC39A   | SpX-DM2                                      | 12 055 kg         | LEO(ISS)     | NASA Kommersiell besättning Utveckling | Lyckad   | Pråm Lyckad           |
| 92         | Första besättningen som skickas upp från amerikansk mark sedan rymdfärjan STS-135 i juli 2011. Dragon V2 bar sin första besättning, NASA-astronauter Doug Hurley och Bob Behnken, på ett två till tre månaders testuppdrag, där astronauterna kommer att fungera som full- tid ISS besättning. Denna flygning använde en ny booster. Det är planerat för en 6-16 veckors vistelse på ISS, och var den första NASA-flygningen som använde "mask" -logotypen sedan 1992. Live-evenemanget visade sig vara oerhört populärt och samlade 10 miljoner människor som tittade live varav 7,9 miljoner tittare över tre YouTube-strömmar, med Spacexs ström som slår till 4,1 miljoner unika tittare på sin topp. Donald Trump var den tredje sittande presidenten som tittade på en bemannad uppskjutning från Florida, och först sedan 1988. |                |             |                                              |                   |              |                                        |          |                       |
| 93         | 4 juni 2020, 01:25 | F9/B5♺ B1049.5 | LC40        | Starlink L7 v1.0                             | 15 600 kg         | LEO          | Spacex                                 | Lyckad   | Pråm Lyckad           |
| 93         | Sjunde operativa uppskjutning av Starlink-satelliter. Inkludera de första "VisorSat" -satelliterna som kommer att inkludera parasoller för att blockera reflexivitet. |                |             |                                              |                   |              |                                        |          |                       |
| 94         | 13 juni 2020, 09:21 | F9/B5♺ B1059.3 | LC40        | Starlink L8 v1.0 (58), SkySats 16, 17 och 18 | 15 410 kg         | LEO          | Spacex                                 | Lyckad   | Pråm Lyckad           |
| 94         | Åttonde operativa uppskjutning av Starlink-satelliter. Inkluderade SkySats 16, 17 och 18 som nyttolast för rideshare. En koppan för nyttolast som lanserades på JCSat-18/Kacific 1-uppdraget i december 2019. Den andra halva nyttolastmässan flög på Starlink 2 v1.0 i januari 2020. För första gången som Spacex inte utförde en statisk test av motorerna före uppskjutning. |                |             |                                              |                   |              |                                        |          |                       |
| 95         | 30 juni 2020, 20:10 | F9/B5 B1060.1  | LC40        | GPS IIIA-03 (Columbus)                       | 3,880 kg          | MEO          | U.S. Air Force                         | Lyckad   | Pråm Lyckad           |
| 95         | Tillverkningskontrakt som tilldelades januari 2012 monterades helt i augusti 2017, och avslutade termiskt vakuumtest i juni 2018. Uppskjutningskontraktet tilldelades Spacex för 96,5 miljoner dollar, men senare diskonterades detta pris i utbyte mot att tillåta att använda en konfiguration som möjliggör återhämtning av booster. Columbus GPS III-satelliten transporterades till Florida i februari 2020. Uppskjutningen försenades av kunden från april 2020 på grund av COVID-19-pandemin. |                |             |                                              |                   |              |                                        |          |                       |
| 96         | 20 juli 2020, 21:30 | F9/B5 B1058.2  | LC40        | ANASIS II                                    | 5,000-6,000 kg    | GTO          | Sydkoreas armé                         | Lyckad   | Pråm Lyckad           |
| 96         | Med 5-6 ton är det Sydkoreas första dedikerade militära satellit. Upphandlades av Sydkoreas försvarsprogram för förvärvsprogram 2014. |                |             |                                              |                   |              |                                        |          |                       |
| 97         | 20 juli 2020, 21:30 | F9/B5♺ B1051.5 | LC40        | Starlink L9 v1.0, BlackSky Global 5 och 6    | 14 932 kg         | LEO          | Spacex                                 | Lyckad   | Pråm Lyckad           |
| 97         | Nionde operativa uppskjutning av Starlink-satelliter. Detta uppdrag kommer att bära 57 Starlink-satelliter och två BlackSky Global 5 och 6-satelliter som rideshare. |                |             |                                              |                   |              |                                        |          |                       |
| 98         | 18 augusti 2020, 14:31 | F9/B5♺ B1049.6 | LC40        | Starlink L10 v1.0, SkySat-19, -20, -21       | 15 440 kg         | LEO          | Spacex                                 | Lyckad   | Pråm Lyckad           |
| 98         | Starlink-flyg inklusive SkySat 19, 20, 21 som rideshare. |                |             |                                              |                   |              |                                        |          |                       |
| 99         | 30 augusti 2020, 23:18 | F9/B5♺ B1059.4 | LC40        | SAOCOM 1B, GNOMES 1, Tyvak-0172              | 3 000 kg          | SSO          | CONAE, Tyvak, PlanetiQ                 | Lyckad   | Landningsplats Lyckad |
| 99         | Distribution av jordobservatörsatelliter byggda av Argentinas rymdbyrå CONAE. Spacex kontrakterades 2009 för en första uppskjutning redan 2013. Ursprungligen planerat för uppskjutningfrån Vandenberg, är det den första flygningen till en polär bana från Cape Canaveral sedan 1960. Uppdraget inkluderade två nyttolaster för ridning, GNOMES 1 och Tyvak-0172 |                |             |                                              |                   |              |                                        |          |                       |
| 100        | 3 september 2020, 12:46:14 | F9/B5♺ B1060.2 | LC40        | Starlink L11 v1.0                            | 15 600 kg         | LEO          | Spacex                                 | Lyckad   | Pråm Lyckad           |
| 100        | Elfte operativa uppskjutning av Starlink-satelliter som totalt uppgår till 713 uppskjutningar av Starlink-satelliter. |                |             |                                              |                   |              |                                        |          |                       |
| 101        | 6 oktober 2020, 11:29:34 | F9/B5♺ B1058.3 | LC40        | Starlink L12 v1.0                            | 15 600 kg         | LEO          | Spacex                                 | Lyckad   | Pråm Lyckad           |
| 101        | Tolfte operativa uppskjutning av Starlink-satelliter. |                |             |                                              |                   |              |                                        |          |                       |
| 102        | 18 oktober 2020, 12:25 | F9/B5♺ B1051.6 | LC40        | Starlink L13 v1.0                            | 15 600 kg         | LEO          | Spacex                                 | Lyckad   | Pråm Lyckad           |
| 102        | Trettonde operativa uppskjutning av Starlink-satelliter. |                |             |                                              |                   |              |                                        |          |                       |
| 103        | 24 oktober 2020, 15:34 | F9/B5♺ B1060.3 | LC40        | Starlink L14 v1.0                            | 15 600 kg         | LEO          | Spacex                                 | Lyckad   | Pråm Lyckad           |
| 103        | Fjortonde operativa uppskjutning av Starlink-satelliter och den 100:e lyckade uppskjutning av ett Falcon-fordon. |                |             |                                              |                   |              |                                        |          |                       |
| 104        | 5 november 2020, 23:24:23 | F9/B5 B1021.1  | LC40        | GPS III-04                                   | 4 311 kg          | MEO          | USSF                                   | Lyckad   | Pråm Lyckad           |
| 104        | Tillverkningskontrakt tilldelades januari 2012 och genomgick termisk vakuumtestning i december 2018. I mars 2018 tillkännagav flygvapnet att den hade tilldelat uppskjutningsavtalet för tre GPS-satelliter till Spacex. |                |             |                                              |                   |              |                                        |          |                       |
| 105        | 16 november 2020, 2020 00:27 | F9/B5 B1061.1  | KSC LC39A   | Crew-1(Crew Dragon C207 Resilience)          | ~12 500 kg        | LEO(ISS)     | NASA Kommersiell besättning Utveckling | Lyckad   | Pråm Lyckad           |
| 105        | Första besättningsrotationen av det kommersiella besättningsprogrammet, som förväntas inträffa en månad efter återvändandet av den bemannade testflykten för Crew Demo 2-uppdraget. Kommer att bära astronauterna Victor Glover, Michael S. Hopkins Shannon Walker och Soichi Noguchi, under en 6-månaders lång vistelse ombord på ISS. Crew Dragon var avsedd att docka medan Boeing CST-100 Starliner fortfarande var dockad från den utökade CFT för att utföra en direkt överlämning. På grund av Boeing OFT-missöka försenades emellertid Crew Flight Test och Boeing re-flight förväntas OFT-2 docka under Crew-1. Den första flygningen av besättningsprogrammet förväntades ursprungligen att ske under 2017. |                |             |                                              |                   |              |                                        |          |                       |
| 106        | 21 november 2020, 17:17:08 | F9/B5 B1063.1  | VAFB SLC-4E | Sentinel-6 Michael Freilich (Jason-CS A)     | 1 192 kg          | LEO          | NASA / NOAA / ESA/ EUMETSAT            | Lyckad   | Landningsplats Lyckad |
| 106        | Uppkallad efter den tidigare chefen för NASA:s Earth Science-program, är det en radarhöjdmätarsatellitsdel av Ocean Surface Topography-konstellationen belägen vid 1336 km och 66 ° lutning, och en uppföljning av Jason 3 som ett partnerskap mellan USA (NOAA och NASA), Europa (EUMETSAT, ESA, CNES). |                |             |                                              |                   |              |                                        |          |                       |
| 107        | 25 november 2020, 02:13 | F9/B5♺ B1049.7 | LC40        | Starlink L15 v1.0                            | 15 600 kg         | LEO          | Spacex                                 | Lyckad   | Pråm Lyckad           |
| 107        | Första gången en booster lanserades för sjunde gången och första gången genomförde SpaceX fyra lanseringar på en enda månad. |                |             |                                              |                   |              |                                        |          |                       |
| 108        | 6 december 2020, 16:17:08 | F9/B5♺ B1058.4 | LC40        | SpaceX CRS-21                                | 2 972 kg          | LEO(ISS)     | NASA Obemannad lastuppdrag             | Lyckad   | Landningsplats Lyckad |
| 108        | Första uppskjutningen i fas 2 i CRS-kontraktet om sex lanseringar som tilldelades i januari 2016. Det var den första uppskjutningen av den uppgraderade rymdfarkosten Cargo Dragon 2, med ökad nyttolastkapacitet och autonom dockning till ISS. Nyttolaster inkluderade Will Nanoracks Bishop Airlock [591] och CFIG-1 (Cool Flames Investigation with Gases). Det är också den 100:e framgångsrika Falcon 9-uppskjutningen. |                |             |                                              |                   |              |                                        |          |                       |
| 109        | 13 december 2020, 17:30:00 | F9/B5♺ B1051.7 | LC40        | SXM 7                                        | 7 000 kg          | GTO          | Sirius XM                              | Lyckad   | Landningsplats Lyckad |
| 109        | Uppskjutning av den största sändningssatelliten med hög effekt för SiriusXM:s digitala ljudradiotjänst (DARS). |                |             |                                              |                   |              |                                        |          |                       |
| 110        | 19 december 2020, 14:00:00 | F9/B5♺ B1059.5 | KSC LC39A   | NROL-108                                     | Klassificerad     | LEO(ISS)     | NRO                                    | Lyckad   | Landningsplats Lyckad |
| 110        | Den planerade uppskjutning var inte känd av allmänheten förrän FCC-arkiveringen dök upp i slutet av september följt av bekräftelse från NRO den 5 oktober 2020, troligtvis en relativt lätt nyttolast som gör att boostern kan återlämnas till landingplatsen. |                |             |                                              |                   |              |                                        |          |                       |

## 2021
| Flygning № | Datum och tid (UTC) | Rakettyp                 | Startplats  | Nyttolast                                                           | Nyttolast (massa)      | Omloppsbana   | Kund                                        | Resultat | Resultat        |
| Flygning № | Datum och tid (UTC) | Rakettyp                 | Startplats  | Nyttolast                                                           | Nyttolast (massa)      | Omloppsbana   | Kund                                        | Uppdrag  | Landning        |
| ---------- | --- | ------------------------ | ----------- | ------------------------------------------------------------------- | ---------------------- | ------------- | ------------------------------------------- | -------- | --------------- |
| 111        | 8 januari 2021, 02:15:00 | F9/B5♺ B1060.4           | LC40        | Türksat 5A                                                          | 3 500 kg               | GTO           | Türksat                                     | Lyckad   | Pråm Lyckad     |
| 111        | |                          |             |                                                                     |                        |               |                                             |          |                 |
| 112        | 20 januari 2021, 13:02:00 | F9/B5♺ B1051.8           | KSC LC39A   | Starlink L16 v1.0                                                   | 15 600 kg              | LEO           | Spacex                                      | Lyckad   | Pråm Lyckad     |
| 112        | Den första booster som lyckades starta och landa åtta gånger. |                          |             |                                                                     |                        |               |                                             |          |                 |
| 113        | 24 januari 2021, 15:00 | F9/B5♺ SHERPA-FX B1058.5 | LC40        | Transporter-1 Miniatyrsatellit rideshare                            | ~5 000 kg              | SSO           | Flera kunder                                | Lyckad   | Pråm Lyckad     |
| 113        | Första dedikerade smallsat rideshare-lansering, inriktad på en 525 km höjdbana. Uppskjutningen utplacerade 143 satelliter som bestod av 120 CubeSats, 11 mikrosatelliter, 10 Starlinks och 2 överföringssteg. Dessutom lanserades 2 värdbaserade nyttolaster och en icke-separerad dummy-satellit. Dessa inkluderar SpaceBEE (x 36), Lemur-2 (x 8), ICEYE (x 3), UVSQ-SAT, ELaNa 35 (PTD-1) och flera Kepler nanosats. D-Orbit flög sin ION SCV LAURENTIUS, 10 Starlink-satelliter placerades i en polar bana och 2 av 15 nyttolaster förblev fästa vid SHERPA-FX. Exolaunch distribuerade flera små satelliter och cubesats via sina egna distributionsmekanismer. Första flygning av en Falcon 9 med ett SHERPA-FX-överföringssteg. |                          |             |                                                                     |                        |               |                                             |          |                 |
| 114        | 4 februari 2021, 06:19:00 | F9/B5♺ B1060.5           | KSC LC39A   | Starlink L18 v1.0                                                   | 15 600 kg              | LEO           | Spacex                                      | Lyckad   | Pråm Lyckad     |
| 114        | |                          |             |                                                                     |                        |               |                                             |          |                 |
| 115        | 16 februari 2021, 03:59:37 | F9/B5♺ B1059.6           | LC40        | Starlink L19 v1.0                                                   | 15 600 kg              | LEO           | Spacex                                      | Lyckad   | Pråm Misslyckad |
| 115        | |                          |             |                                                                     |                        |               |                                             |          |                 |
| 116        | 4 mars 2021, 08:24 | F9/B5♺ B1049.8           | KSC LC39A   | Starlink L17 v1.0                                                   | 15 600 kg              | LEO           | Spacex                                      | Lyckad   | Pråm Lyckad     |
| 116        | Uppskjutningen skjutits upp flera gånger och orsakar att nyttolasten Starlink L17 skickas upp efter L18- och L19-uppdragen. |                          |             |                                                                     |                        |               |                                             |          |                 |
| 117        | 11 mars 2021, 08:13:29 | F9/B5♺ B1058.6           | LC40        | Starlink L20 v1.0                                                   | 15 600 kg              | LEO           | Spacex                                      | Lyckad   | Pråm Lyckad     |
| 117        | |                          |             |                                                                     |                        |               |                                             |          |                 |
| 118        | 14 mars 2021, 10:01 | F9/B5♺ B1051.9           | KSC LC39A   | Starlink L21 v1.0                                                   | 15 600 kg              | LEO           | Spacex                                      | Lyckad   | Pråm Lyckad     |
| 118        | |                          |             |                                                                     |                        |               |                                             |          |                 |
| 119        | 24 mars 2021, 08:13 | F9/B5♺ B1060.6           | LC40        | Starlink L22 v1.0                                                   | 15 600 kg              | LEO           | Spacex                                      | Lyckad   | Pråm Lyckad     |
| 119        | |                          |             |                                                                     |                        |               |                                             |          |                 |
| 120        | 7 april 2021, 16:34 | F9/B5♺ B1058.7           | LC40        | Starlink L23 v1.0                                                   | 15 600 kg              | LEO           | Spacex                                      | Lyckad   | Pråm Lyckad     |
| 120        | |                          |             |                                                                     |                        |               |                                             |          |                 |
| 121        | 23 april 2021, 09:49 | F9/B5♺ B1061.2           | KSC LC39A   | SpaceX Crew-2 Endeavour♺                                            | ~13 000 kg             | LEO           | Spacex                                      | Lyckad   | Pråm Lyckad     |
| 121        | |                          |             |                                                                     |                        |               |                                             |          |                 |
| 122        | 29 april 2021, 03:44 | F9/B5♺ B1060.7           | LC40        | Starlink L24 v1.0                                                   | ~15 600 kg             | LEO           | Spacex                                      | Lyckad   | Pråm Lyckad     |
| 122        | |                          |             |                                                                     |                        |               |                                             |          |                 |
| 123        | 4 maj 2021, 19:01 | F9/B5♺ B1059.9           | KSC LC39A   | Starlink L25 v1.0                                                   | ~15 600 kg             | LEO           | Spacex                                      | Lyckad   | Pråm Lyckad     |
| 123        | |                          |             |                                                                     |                        |               |                                             |          |                 |
| 124        | 9 maj 2021, 06:42 | F9/B5♺ B1051.10          | LC40        | Starlink L27 v1.0                                                   | ~15 600 kg             | LEO           | Spacex                                      | Lyckad   | Pråm Lyckad     |
| 124        | |                          |             |                                                                     |                        |               |                                             |          |                 |
| 125        | 15 maj 2021, 06:42 | F9/B5♺ B1058.8           | KSC LC39A   | Starlink L26 v1.0, Capella-6, Tyvak-0130                            | ~14 000 kg             | LEO           | Spacex Capella Space, Tyvak                 | Lyckad   | Pråm Lyckad     |
| 125        | |                          |             |                                                                     |                        |               |                                             |          |                 |
| 126        | 26 maj 2021, 18:59:35 | F9/B5♺ B1063.2           | LC40        | Starlink L28 v1.0                                                   | ~15 600 kg             | LEO           | Spacex                                      | Lyckad   | Pråm Lyckad     |
| 126        | |                          |             |                                                                     |                        |               |                                             |          |                 |
| 127        | 3 juni 2021, 17:29:17 | F9/B5♺ B1067.1           | KSC LC39A   | SpaceX CRS-22 (Dragon C209.1)                                       | 3,328 kg               | LEO (ISS)     | Spacex                                      | Lyckad   | Pråm Lyckad     |
| 127        | |                          |             |                                                                     |                        |               |                                             |          |                 |
| 127        | 6 juni 2021, 04:26 | F9/B5♺ B1061.3           | LC40        | SXM-8                                                               | 7,000 kg               | GTO           | Sirius XM                                   | Lyckad   | Pråm Lyckad     |
| 127        | |                          |             |                                                                     |                        |               |                                             |          |                 |
| 128        | 17 juni 2021, 16:09:35 | F9/B5♺ B1062.2           | LC40        | GPS III-05 (Neil Armstrong)                                         | 4,331 kg               | MEO           | USAF                                        | Lyckad   | Inget försök    |
| 128        | |                          |             |                                                                     |                        |               |                                             |          |                 |
| 129        | 30 juni 2021, 19:31 | F9/B5♺ B1060.8           | LC40        | Transporter-2: (88 payloads Smallsat Rideshare)                     | ~11,000 kg             | SSO           | Various                                     | Lyckad   | Lyckad          |
| 129        | |                          |             |                                                                     |                        |               |                                             |          |                 |
| 130        | 29 augusti 2021, 07:14:49 | F9/B5♺ B1061.4           | KSC LC39A   | SpaceX CRS-23 (Dragon C208.2 ♺)                                     | ~2,200 kg              | LEO (ISS)     | NASA (CRS)                                  | Lyckad   | Pråm Lyckad     |
| 130        | |                          |             |                                                                     |                        |               |                                             |          |                 |
| 131        | 14 september 2021, 03:55:50 | F9/B5♺ B1049.10          | VAFB SLC-4E | Starlink Group 2-1 (v1.5 L1, 51 satellites)                         | ~13,260 kg             | LEO           | SpaceX                                      | Lyckad   | Pråm Lyckad     |
| 131        | |                          |             |                                                                     |                        |               |                                             |          |                 |
| 132        | 16 september 2021, 00:02:56 | F9/B5♺ B1062.3           | KSC LC39A   | Inspiration4 (Crew Dragon C207.2 Resilience ♺)                      | ~12,519 kg             | LEO           | Jared Isaacman                              | Lyckad   | Pråm Lyckad     |
| 132        | |                          |             |                                                                     |                        |               |                                             |          |                 |
| 133        | 11 november 2021, 02:03:31 | F9/B5♺ B1067.2           | KSC LC39A   | Crew-3 (Crew Dragon C210.1 Endurance)                               | ~13,000 kg             | LEO (ISS)     | NASA (CTS)                                  | Lyckad   | Pråm Lyckad     |
| 133        | |                          |             |                                                                     |                        |               |                                             |          |                 |
| 134        | 13 november 2021, 12:19 | F9/B5♺ B1058.9           | LC40        | Starlink Group 4-1 (53 satellites)                                  | ~15,600 kg             | LEO           | SpaceX                                      | Lyckad   | Pråm Lyckad     |
| 134        | |                          |             |                                                                     |                        |               |                                             |          |                 |
| 135        | 24 november 2021, 06:21 | F9/B5♺ B1063.3           | VAFB SLC-4E | Double Asteroid Redirection Test (DART)                             | 624 kg                 | Heliocentrisk | NASA (LSP)                                  | Lyckad   | Pråm Lyckad     |
| 135        | |                          |             |                                                                     |                        |               |                                             |          |                 |
| 136        | 2 december 2021, 23:12 | F9/B5♺ B1060.9           | LC40        | Starlink Group 4-3 (48 satellites) SXRS-2: BlackSky Global (2 sats) | ~14,500 kg (32,000 lb) | LEO (SSO)     | SpaceX, Spaceflight, Inc. (BlackSky Global) | Lyckad   | Pråm Lyckad     |
| 136        | |                          |             |                                                                     |                        |               |                                             |          |                 |
| 137        | 9 december 2021, 06:00 | F9/B5♺ B1061.5           | KSC LC39A   | Imaging X-ray Polarimetry Explorer (IXPE)                           | 325 kg (32,000 lb)     | LEO           | NASA (LSP)                                  | Lyckad   | Pråm Lyckad     |
| 137        | SMEX 14-uppdrag ett NASA-teleskop med tre identiska teleskop, designad för att mäta röntgenstrålar. |                          |             |                                                                     |                        |               |                                             |          |                 |
| 138        | 18 december 2021, 12:41 | F9/B5♺ B1051.11          | VAFB SLC-4E | Starlink Group 4-4 (52 satellites)                                  | 15,600 kg              | LEO           | SpaceX                                      | Lyckad   | Pråm Lyckad     |
| 138        | Första gången en Falcon 9 förstastegsbooster flyger för elfte gången. |                          |             |                                                                     |                        |               |                                             |          |                 |
| 139        | 19 december 2021, 03:58 | F9/B5♺ B1067.3           | LC40        | Türksat 5B                                                          | 4,500 kg               | GTO           | Türksat                                     | Lyckad   | Pråm Lyckad     |
| 139        | |                          |             |                                                                     |                        |               |                                             |          |                 |
| 140        | 21 december 2021, 10:06 | F9/B5♺ B1069.1           | KSC LC39A   | SpaceX CRS-24(Dragon C209.2 ♺)                                      | 2,989 kg               | LEO (ISS)     | NASA (CRS)                                  | Lyckad   | Pråm Lyckad     |

## 2022
| Flygning № | Datum och tid (UTC)       | Rakettyp        | Startplats | Nyttolast                                       | Nyttolast (massa)    | Omloppsbana | Kund   | Resultat | Resultat              |
| Flygning № | Datum och tid (UTC)       | Rakettyp        | Startplats | Nyttolast                                       | Nyttolast (massa)    | Omloppsbana | Kund   | Uppdrag  | Landning              |
| ---------- | ------------------------- | --------------- | ---------- | ----------------------------------------------- | -------------------- | ----------- | ------ | -------- | --------------------- |
| 141        | 6 januari 2022, 21:49     | F9/B5♺ B1062.4  | KSC LC39A  | Starlink Group 4-5 (49 Satelliter)              | ~14 500 kg           | LEO         | SpaceX | Lyckad   | Pråm Lyckad           |
| 141        |                           |                 |            |                                                 |                      |             |        |          |                       |
|            |                           |                 |            |                                                 |                      |             |        |          |                       |
| 142        | 13 januari 2022, 15:25:38 | F9/B5♺ B1058.10 | LC40       | Transporter-3: (nyttolaster Smallsat Rideshare) | ~2 000 kg + 2 500 kg | LEO (SSO)   | SpaceX | Lyckad   | Landningsplats Lyckad |
| 142        |                           |                 |            |                                                 |                      |             |        |          |                       |
|            |                           |                 |            |                                                 |                      |             |        |          |                       |

## Kommande uppskjutningar
| 2022 och vidare |          |             |                                        |             |                 |
| Datum och tid (UTC) | Rakettyp | Startplats  | Nyttolast                              | Omloppsbana | Kund            |
| | F9/B5    | LC40        | Starlink (satellitkonstellation)       | LEO         | Spacex          |
| |          |             |                                        |             |                 |
| | Heavy    | KSC LC39A   | Mobilt bredbandskommunikationssatellit | GTO         | Ovzon           |
| |          |             |                                        |             |                 |
| | F9/B5    | VAFB SLC-4E | Arctic Satellite Broadband Mission     |             | Norsk Romsenter |
| Norsk Romsenter kommer att skjuta upp 2 satelliter från Arctic Satellite Broadband Mission (ASBM)-systemet till mycket elliptiska banor för att ge kommunikationstäckning till höga breddgrader som inte betjänas av geosynkrona satelliter. |          |             |                                        |             |                 |